# Hat Island (Nunavut)
Hat Island (norwegisch Hatøen) ist eine unbewohnte Insel in der Qikiqtaaluk Region von Nunavut, Kanada. Sie gehört zu den Sverdrup-Inseln innerhalb der Königin-Elisabeth-Inseln.

## Geographie
Hat Island liegt an der Einmündung des Bay Fiords in den Eureka Sound. Die Entfernung zur Ellesmere-Insel beträgt 4,5 km im Norden und 6,8 km im Süden. Von Stor Island im Westen und den Gretha Islands im Osten ist Hat Island 5,4 bzw. 7,8 km entfernt. Die 2,2 km² große Insel erreicht eine Höhe von 196 m.

## Geschichte
Die Insel wurde von Otto Sverdrup während der Zweiten Norwegischen Expedition mit der Fram benannt. Er inspizierte sie am 31. Mai 1901 und fand hier Zeltringe als Zeugnisse früherer Besuche durch Inuit. Wie die anderen von der Expedition entdeckten Inseln nahm Sverdrup Hatøen für Norwegen in Besitz, das seine Hoheitsrechte aber nie ausübte. Seit 1930 gehören sie zu Kanada.